# Festival Internacional de Cine de Berlín 1953
La 3ª edición del Festival de Cine de Berlín se llevó a cabo desde el 18 hasta el 28 de junio. 
La organización de FIAPF prohibió la adjudicación de los premios oficiales, ya que el festival de Cannes y Venecia solo fueron calificados para hacerlo, esta vez los premios fueron entregados de acuerdo a la votación del público. Esto fue cambiado en 1956 cuando la FIAPF concedió al Festival de Berlín poder otorgar los premios de una manera diferente.
El festival tuvo una retrospectiva en recuerdo de las películas mudas.

## Películas en competición
La siguiente lista presenta a las películas que compiten por oso de oro:
| Título en español              | Título original                | Director(es)            | País            |
| ------------------------------ | ------------------------------ | ----------------------- | --------------- |
| The Village                    | Sie fanden eine Heimat         | Leopold Lindtberg       | Suiza           |
| Where Chimneys Are Seen        | Entotsu no mieru basho         | Heinosuke Gosho         | Japón           |
| El salario del miedo           | Le Salaire de la peur          | Henri-Georges Clouzot   | Francia, Italia |
| Magia verde                    | Magia verde                    | Gian Gaspare Napolitano | Italia, Brasil  |
| Fugitivos del terror rojo      | Man on a Tightrope             | Elia Kazan              | EE. UU.         |
| Proceso a la ciudad            | Processo alla città            | Luigi Zampa             | Italia          |
| Amor fingido                   | Ein Herz spielt falsch         | Rudolf Jugert           | RFA             |
| Der Kampf der Tertia           | Der Kampf der Tertia           | Erik Ode                | RFA             |
| Las vacaciones del señor Hulot | Les Vacances de Monsieur Hulot | Jacques Tati            | Francia         |
| Sucedió así                    | Altri tempi - Zibaldone n. 1   | Alessandro Blasetti     | Italia          |
| The Boy Kumasenu               | The Boy Kumasenu               | Sean Graham             | Ghana           |
| Cangaceiro                     | Cangaceiro                     | Lima Barreto            | Brasil          |
| Sengoku burai                  | Sengoku burai                  | Hiroshi Inagaki         | Japón           |
| Alarma en la flota             | I sette dell'Orsa maggiore     | Duilio Coletti          | Italia          |

## Palmarés
Los siguientes premios fueron entregados por el jurado popular:
Oso de Oroː
- El salario del miedo de Henri-Georges Clouzot

Oso de Plataː
- Magia verde de Gian Gaspare Napolitano

Oso de bronceː
- Sie fanden eine Heimat de Leopold Lindtberg